# J-Iロケット
J-Iロケット（ジェイワンロケット、ジェイイチロケット）は、宇宙開発事業団（NASDA）と宇宙科学研究所（ISAS）が石川島播磨重工業と日産自動車宇宙航空事業部と共同開発した全段固体燃料のロケットである。
1996年2月に1号機の打ち上げに成功した後、2号機以降の計画は凍結された。3段ロケットであるが、1号機のペイロードは周回軌道ではなく弾道軌道に投入する有翼飛行実験機であるHYFLEXであったため、3段目ロケットは搭載されなかった。

## 開発経緯
J-Iは今後需要が増すと考えられた軽量衛星打ち上げに参入するために1991年度から計画が開始された。第1段にH-IIロケットの固体ロケットブースター（SRB）、第2段にM-23、第3段にM-3Bといった宇宙科学研究所開発のM-3SIIロケット（M-3SII）を使用するなど、既存のロケットを組み合わせることで研究開発費を抑えるのが当初の意図であった（J-IのJはジョイントの意味からである）。また固体燃料であるため、発射前の点検整備が簡単に済むことも有利であると予想された。
しかし、J-I打ち上げの時点でM-3SIIは既に生産終了しており、高額を投じて製造ラインを再開せねばならなかった。そしてM-3SIIは研究開発用のロケットであるので、そこから流用した2段目のM-23は固体ロケットであるにもかかわらず、事前に入念な整備を要した。また第1段に流用したSRBは本来補助ブースタであるためロール制御機能がなく、新規に開発した外部バーニアエンジン(EVE)によるロール制御機能の付加が必要であった。あわせてランチャーによる斜め打ち上げ-電波誘導による無誘導マニューバー（重力ターン方式#無誘導重力ターン）のM-3SII、垂直打ち上げ-慣性誘導による通常の軌道投入方式のH-IIという、誘導方式および飛行マニューバーが全く異なるロケットを継ぎ接ぎしたため、各段の誘導制御装置には大幅な改造を施さねばならず、結果的に高額なロケットとなってしまった。（LEOに770kgを投入可能で36億円のM-3SIIに対し、J-IはLEO880kgで43億円である）。

## 運用

### 試験機1号機
1996年（平成8年）2月12日 8:00（日本時間）に種子島宇宙センターから試験機1号機の打ち上げに成功した。第1段モーターの推力がノミナルよりも若干低く、予定高度よりもやや低かった（予定109.1km、実績107km）が、分散範囲内であった。
1号機のペイロードは日本版スペースシャトルとも言えるHOPE計画の無人高速再突入実験機HYFLEX（HYpersonic FLight EXperiment）であった。HYFLEXはロケットから分離された後、大気圏再突入や極超音速領域の飛行データを無線で送信することに成功。機体は着水後に回収する計画だったが、浮き具とつながっていたワイヤが切断されてしまい小笠原諸島沖に水没した。

### 2号機
2002年（平成14年）にH-IIAロケットのロケットブースターSRB-Aを第1段に使用した2号機を打ち上げる予定で準備を進めていたが、2001年（平成13年）の宇宙開発委員会による宇宙開発計画見直しによって中止され、J-Iロケット計画は凍結された。現在2号機は種子島宇宙センターの倉庫に保管されている。
なお、2号機に搭載される予定だった工学実験衛星OICETSは、2005年（平成17年）8月24日にウクライナのドニエプルロケットで打ち上げられ、「きらり」と名づけられた。

## 構成・諸元

### 1号機
| 全段           | 全段         | 全段         | 全段         | 全段         | 全段         |
| -------------- | ------------ | ------------ | ------------ | ------------ | ------------ |
| 全長           | 全長         | 全長         | 33.1 m       | 33.1 m       | 33.1 m       |
| 外径           | 外径         | 外径         | 1.8 m        | 1.8 m        | 1.8 m        |
| 全備重量       | 全備重量     | 全備重量     | 88.5 t       | 88.5 t       | 88.5 t       |
| 誘導方式       | 誘導方式     | 誘導方式     | 電波誘導方式 | 電波誘導方式 | 電波誘導方式 |
| 各段           |              |              |              |              |              |
| 段数(Stage)    | 段数(Stage)  | 段数(Stage)  | 第1段        | 第2段        | フェアリング |
| 名称           | 名称         | 名称         | SRB          | M-23         | -            |
| 全長           | 全長         | 全長         | 21.0 m       | 6.7 m        | 6.9 m        |
| 外径           | 外径         | 外径         | 1.8 m        | 1.4 m        | 1.65 m       |
| 重量           | 重量         | 重量         | 70.8 t       | 17.2 t       | 0.6 t        |
| 推進薬重量     | 推進薬重量   | 推進薬重量   | 59.1 t       | 10.3 t       | N/A          |
| 平均推力       | 平均推力     | 平均推力     | 159.0 tf     | 53.5 tf      | N/A          |
| 燃焼時間       | 燃焼時間     | 燃焼時間     | 94 s         | 73 s         | N/A          |
| 真空中比推力   | 真空中比推力 | 真空中比推力 | 273 s        | 282 s        | N/A          |
| 姿勢 制御 方式 | ピッチ ヨー  | 推力飛行中   | MNTVC        | LITVC        | N/A          |
| 姿勢 制御 方式 | ピッチ ヨー  | 慣性飛行中   | EVE          | SJ           | N/A          |
| 姿勢 制御 方式 | ロール       | ロール       | EVE          | SJ           | N/A          |

#### EVE
正式名称は「J-Iロケット外部バーニアエンジン」。一見すると補助ロケットのように見えるが、姿勢制御のために機能する。SRBが持っていないロール制御能力を付加する為に石川島播磨重工業（現IHI）が2年間という短い期間で新規開発したものである。飛翔中に推力偏向を行うジンバルや空力加熱への対処が主な新規開発項目であった。空力加熱への対処は当時のIHIとしては全く未知の課題であり、日産自動車宇宙航空事業部（現IHIエアロスペース）の協力を仰ぎ克服した。
仕様
- 推進剤：NTO/N2H4
- 方式：ブローダウン方式
- 初期推力：3.5kN
- ジンバル：油圧アクチュエータ

### 2号機（中止）
| 全段           | 全段         | 全段         | 全段               | 全段               | 全段               | 全段               |
| -------------- | ------------ | ------------ | ------------------ | ------------------ | ------------------ | ------------------ |
| 全長           | 全長         | 全長         | 26.2 m             | 26.2 m             | 26.2 m             | 26.2 m             |
| 外径           | 外径         | 外径         | 2.5 m              | 2.5 m              | 2.5 m              | 2.5 m              |
| 全備重量       | 全備重量     | 全備重量     | 91.5 t             | 91.5 t             | 91.5 t             | 91.5 t             |
| 打ち上げ能力   | 打ち上げ能力 | 打ち上げ能力 | 870 kg (250km LEO) | 870 kg (250km LEO) | 870 kg (250km LEO) | 870 kg (250km LEO) |
| 誘導方式       | 誘導方式     | 誘導方式     | 電波誘導方式       | 電波誘導方式       | 電波誘導方式       | 電波誘導方式       |
| 各段           |              |              |                    |                    |                    |                    |
| 段数(Stage)    | 段数(Stage)  | 段数(Stage)  | 第1段              | 第2段              | 第3段              | フェアリング       |
| 名称           | 名称         | 名称         | SRB-A              | M-23               | M-3B               | -                  |
| 全長           | 全長         | 全長         | 13.3 m             | 6.7 m              | 2.7 m              | 6.9 m              |
| 外径           | 外径         | 外径         | 2.5 m              | 1.4 m              | 1.5 m              | 1.65 m             |
| 重量           | 重量         | 重量         | 74.2 t             | 13.1 t             | 3.6 t              | 0.6 t              |
| 推進薬重量     | 推進薬重量   | 推進薬重量   | 65.0 t             | 10.3 t             | 3.3 t              | N/A                |
| 平均推力       | 平均推力     | 平均推力     | 182 tf             | 53.5 tf            | 13.5 tf            | N/A                |
| 燃焼時間       | 燃焼時間     | 燃焼時間     | 94 s               | 73 s               | 87 s               | N/A                |
| 真空中比推力   | 真空中比推力 | 真空中比推力 | 280 s              | 282 s              | 294 s              | N/A                |
| 姿勢 制御 方式 | ピッチ ヨー  | 推力飛行中   | MNTVC              | LITVC              | スピン 安定        | N/A                |
| 姿勢 制御 方式 | ピッチ ヨー  | 慣性飛行中   | -                  | IRIS               | スピン 安定        | N/A                |
| 姿勢 制御 方式 | ロール       | ロール       | IRIS               | IRIS               | スピン 安定        | N/A                |

#### IRIS
統合型リアクションコントロールシステム(RCS)。第2段下部に配置され、ロール制御能力を持たないSRB-Aのロール制御と第2段のロール制御を共に受け持つ。

#### 第2段・第3段
M-3SIIのものと基本的に同一だが、M-Vロケット4号機の失敗の水平展開としてノズルスロートインサートの素材が3D-C/C複合材へ変更された。

## 比較
| 型式                   | M-3SII     | M-V        | J-I 1号機  | J-I 2号機 | イプシロン |
| ---------------------- | ---------- | ---------- | ---------- | --------- | ---------- |
| 全高                   | 27.8 m     | 30.8 m     | 33.1 m     | 26.2 m    | 26.0 m     |
| 直径                   | 1.41 m     | 2.5 m      | 1.8 m      | 2.5 m     | 2.6 m      |
| 重量                   | 61.0 t     | 140.4 t    | 88.5 t     | 91.5 t    | 95.1 t     |
| 誘導方式               | 電波誘導   | 慣性誘導   | 電波誘導   | 電波誘導  | 慣性誘導   |
| 低軌道への軌道投入能力 | 770kg      | 1,850kg    | 870kg      |           | 1,200 kg   |
| ペイロード比           | 1.26 %     | 1.32 %     | 0.98 %     |           | 1.33 %     |
| 打ち上げ費用           | 36億円     | 75億円     | 43億円     |           | 53億円     |
| kg毎の打ち上げ費用     | 468万円/kg | 405万円/kg | 489万円/kg | -         | 442万円/kg |